# داريل براون (لاعب كرة قاعدة)
داريل براون (بالإنجليزية: Darrell Brown)‏ هو لاعب كرة قاعدة أمريكي، ولد في 29 أكتوبر 1955 في أوكلاهوما سيتي في الولايات المتحدة.

## وصلات خارجية
- داريل براون على موقع دوري كرة القاعدة الرئيسي (الإنجليزية)
- داريل براون على موقعبيزبول رفرنس.كوم (الدوري الرئيسي) (الإنجليزية)
- داريل براون على موقعبيزبول رفرنس.كوم (الدوري الثانوي) (الإنجليزية)
- داريل براون على موقع مشجعي الرسوم البيانية (الإنجليزية)